# Zuckermans Befreiung
Zuckermans Befreiung (englischer Originaltitel: Zuckerman Unbound) ist ein Roman des amerikanischen Schriftstellers Philip Roth, der im Jahr 1981 beim New Yorker Verlag Farrar, Straus and Giroux veröffentlicht wurde. Er ist Teil der Zuckerman-Trilogie um den jüdisch-amerikanischen Schriftsteller Nathan Zuckerman, die 1979 mit The Ghost Writer (deutsch: Der Ghost Writer, 1980) eröffnet und 1983 mit The Anatomy Lesson (deutsch: Die Anatomiestunde, 1986) abgeschlossen wurde. Die deutsche Übersetzung von Gertrud Baruch erschien 1982 beim Carl Hanser Verlag.

## Inhalt
Mit drei veröffentlichten Büchern ist Nathan Zuckerman im Jahr 1969 ein etablierter Schriftsteller. Doch erst mit seinem neuesten Roman Carnovsky landet er einen Bestseller. Der mit expliziten sexuellen Beschreibungen gewürzte Roman ist in aller Munde, der Autor und sein freizügiger Protagonist werden in der Öffentlichkeit eins gesetzt. So ist Zuckerman plötzlich nicht nur reich geworden (allein die verkauften Filmrechte an seinem Roman machen ihn zum Millionär), sondern zu einer Person des öffentlichen Interesses, über die in Klatschspalten berichtet wird und die jedermann auf der Straße erkennt. Noch vor Veröffentlichung seines Romans hat Zuckerman seine Frau Laura verlassen, um mit seinem langweiligen Leben zu brechen. Jetzt sehnt er sich nicht nur nach Laura, sondern nach ebenjenem Leben wieder zurück.
Eine kurze Affäre mit der Schauspielerin Caesara O’Shea endet abrupt, als diese ihn für Fidel Castro verlässt. Hartnäckig verfolgt wird Zuckerman hingegen von einem Fan namens Alvin Pepler, der mit Zuckerman nicht nur die jüdische Herkunft und die Heimatstadt Newark teilt, sondern sein eigenes Leben in der Figur des Carnovsky wiedererkennt. Pepler, ein großer Kenner von Amerikana, war in den amerikanischen Quizshow-Skandal verwickelt und hat seither in seinem Leben keinen Bein mehr auf den Boden bekommen, was er zum Gleichnis auf das Schicksal der Juden in Amerika überhöht. Auch in anonymen Anrufen, in denen ein Erpresser mit verstellter Stimme die Entführung von Zuckermans Mutter ankündigt, glaubt der Schriftsteller seinen Verfolger Pepler zu erkennen.
Zuckermans Mutter gibt sich gegenüber Journalisten, die eine Homestory über „Carnovskys Mutter“ schreiben wollen, rustikal, doch insgeheim leidet sie unter dem Roman ihres Sohnes, den ihre Bekannten nur als anstößig und unanständig begreifen können. Wenigstens Zuckermans Vater, der nach einem Schlaganfall pflegebedürftig ist, scheint gegenüber der Schande gefeit, die sein Sohn über die Familie bringt. Doch als er stirbt, und sein letztes, an seinen Sohn gerichtetes Wort von Zuckerman als „Bastard“ verstanden wird, wirft Zuckermans Bruder Henry, in einer unglücklichen Ehe gefangen und deswegen neidisch auf den vermeintlichen Libertin, seinem Bruder vor, den Vater durch seinen Roman getötet zu haben.
Auf der Rückkehr von der Beerdigung macht Zuckerman einen Abstecher ins heimische Newark und sieht mit eigenen Augen, dass der einst jüdische Vorort zu einem Ghetto zerfallen ist und nur noch eine Ruine an sein Elternhaus erinnert. Als ein Schwarzer Zuckerman fragt, wer er sei, antwortet er "Niemand" und begreift, dass er damit eine tiefe Wahrheit ausgesprochen hat, dass er von nun an ein Mensch ohne Familie und Herkunft ist.

## Interpretation

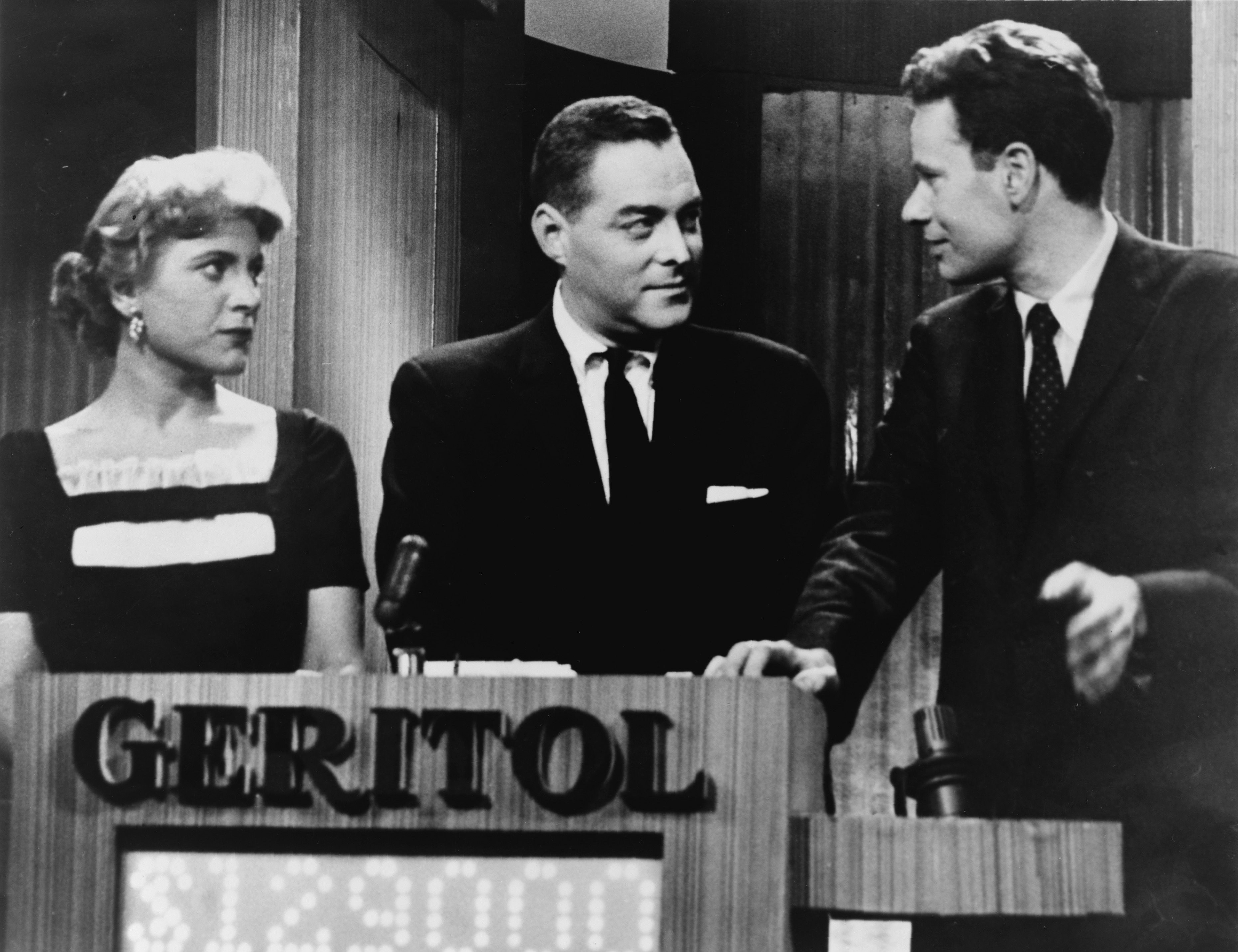
Charles Van Doren (rechts) neben Moderator Jack Barry in der Quizshow Twenty-One

Der fiktive Schriftsteller Nathan Zuckerman dient Philip Roth in der Zuckermann-Trilogie als Alter Ego, mit dem er seine eigenen Stationen als Schriftsteller spiegelt. So erinnert Zuckermans Befreiung um den Skandalroman Carnovsky an Roths eigene Situation, nachdem er im Frühjahr 1969 den Roman Portnoys Beschwerden veröffentlicht hatte, der als pornografisch-autobiografisches Bekenntnis seines Autors missverstanden wurde. Auch Carnovsky wird laut Thomas David zum „Stimulus einer exhibitionistischen Medienöffentlichkeit“ und sein Autor „zum Pornographen seines eigenen Lebens erklärt“. Zuckerman ist dem Eindringen der Öffentlichkeit in sein Privatleben, das er als Beleidigung seiner Menschenwürde empfindet, hilflos ausgeliefert. Auf die Spitze getrieben wird dies in einer Szene, in der drei Psychotherapeuten und ein Fernsehmoderator seinen Kastrationskomplex analysieren und die geistige Gesundheit des Autors in Frage stellen.
Gespiegelt wird die Figur Zuckerman wiederum in seinem „vom Scheinwerferlicht des Showbusiness geblendete[n] Pop-Alter-Ego“ Alvin Pepler, der mit seinem eidetischen Gedächtnis nicht nur Zuckermans idealen Romanschriftsteller verkörpert, sondern mit seiner Rezension von Carnovsky, mit der er sich der New York Times anzudienen hofft, zur Verkörperung jener geistlosen und kommerziellen Literaturkritik wird, die in Folge der Veröffentlichung von Portnoys Beschwerden Roths heftige Kritik auf sich gezogen hat. Zudem wird Pepler durch seine Verstrickung um den Quishow-Skandal, der an die Ereignisse im Quiz Twenty One in den 1950er Jahren (verfilmt als Quiz Show von Robert Redford) erinnert, zur „Inkarnation eines eloquenten Betrugs an der amerikanischen Bevölkerung“, der für Roth schließlich in der Person des amerikanischen Präsidenten Richard Nixon mündet (vgl. dazu auch seine Satire Unsere Gang (Our Gang)).

## Rezeption
John Lahr beschrieb Zuckerman Unbound in New York als einen „faszinierenden“ Roman über einen vom Leben getrennten Schriftsteller, der mit dem Erleben nicht mehr in Berührung kommt. R. Z. Sheppard rühmte in Time Roths „komisches Genie“. Harold Bloom entdeckte in der New York Times Book Review einen „Gogolschen Sinn für Lächerlichkeit“ im Roman. Die gesamte Zuckerman-Trilogie samt Epilog verdiene „das höchste ästhetische Lob für Tragikomödie“. Martin Lüdke las „ein seltsam vertracktes Spiel, das Roth […] mit Brillanz inszeniert“. Indem Roth den Einwand gegen sein Buch Zuckermans Erpresser selbst in den Mund lege („Brillanz – ja, Tiefgang – nein“), unterlaufe er die Erwartung des Rezensenten an eine „handfeste Erzählung“. Vielmehr sei das Buch „ein einziger grandioser Trümmerhaufen. Die perfekte Fiktion. Einfach raffiniert.“

## Ausgaben
- Philip Roth: Zuckerman Unbound. Farrar, Straus and Giroux, New York 1981, ISBN 0-374-29945-5.
- Philip Roth: Zuckermans Befreiung. Aus dem Amerikanischen von Gertrud Baruch. Hanser, München 1982, ISBN 3-446-13539-1.
- Philip Roth: Zuckermans Befreiung. Aus dem Amerikanischen von Gertrud Baruch. Ullstein, Frankfurt am Main 1984, ISBN 3-548-20413-9.
- Philip Roth: Zuckermans Befreiung. Aus dem Amerikanischen von Gertrud Baruch. Rowohlt, Reinbek 2005, ISBN 3-499-23973-6.